# Columnea zebrina
Columnea zebrina là một loài thực vật có hoa trong họ Tai voi. Loài này được Raymond mô tả khoa học đầu tiên năm 1966.